# Jake Gleeson
Pour les articles homonymes, voir Gleeson (homonymie).
Jake Gleeson est un footballeur international néo-zélandais né le 26 juin 1990 à Palmerston North. Il joue au poste de gardien de but.